# Batalla de Cabo Teulada
La Batalla de Cabo Teulada, o Batalla del Cabo Spartivento, fue un enfrentamiento naval entre la Royal Navy británica y la Regia Marina italiana el 27 de noviembre de 1940, durante la Segunda Guerra Mundial.

## Antecedentes
Quince días antes de la batalla, el 11 de noviembre, escuadrones de torpederos británicos habían puesto fuera a tres acorazados italianos en la batalla de Tarento. Hasta entonces, los italianos habían confiado en que la sola presencia de su poderosa armada en el Mediterráneo sería suficiente para intimidar a los británicos, que en lo posible, rehuirían al combate. Después de Tarento, la Armada italiana se percató de su error, e intentó pasar a la ofensiva.
En la noche del 17 de noviembre, los acorazados Vittorio Veneto y Giulio Cesare, escoltados por otros navíos menores, salieron en busca de los portaaviones HMS Ark Royal y HMS Argus que estaban participando en la operación White, cuyo objetivo era mantener abastecida a Malta durante su sitio (véase Sitio de Malta de 1940). El convoy británico fue alertado de la presencia en el mar de la flota italiana, y regresó a su base en Gibraltar, no sin antes lanzar 2 bombarderos Skuas y 12 cazas Hurricanes, en el límite de la autonomía de esos aparatos. En consecuencia, nueve aviones británicos cayeron al mar al agotarse su combustible antes de alcanzar la isla.
El fracaso británico en hacer llegar suministros a Malta, originó que la siguiente operación de abastecimiento planificada, operación Collar, contase con mucha más protección. De esta manera, la Fuerza H de Gibraltar y la Fuerza D de Alejandría fueron asignadas a proteger al convoy de Collar. El convoy zarpó el 24 de noviembre de Gibraltar, e inmediatamente fue avistado por los italianos, que se prepararon para interceptarlo.

## Batalla

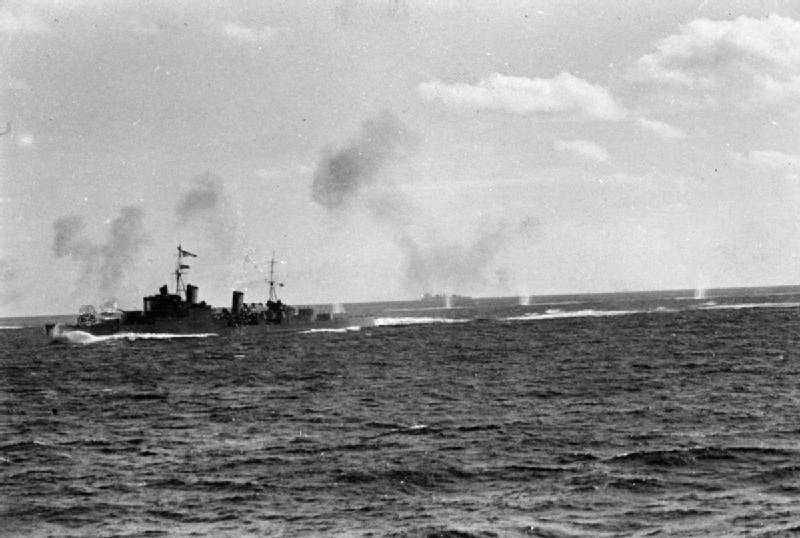
HMS Southampton

Los británicos descubrieron que la flota italiana planeaba interceptarlos, por lo que el Almirante James Somerville envió sus buques de guerra al norte, para evitar que los cargueros fueran atacados. El 27 de noviembre, a las 11:45 de la mañana, los británicos fueron informados que la flota enemiga estaba a menos de 80 km de distancia. La Fuerza D llegó al último momento, y los británicos contaron entonces con una ligera ventaja. No obstante, los oficiales italianos habían recibido la orden de evitar el combate a menos que contasen con absoluta superioridad de fuego, por lo que desde el principio, conocían que esta batalla no sería decisiva.
El Almirante Somerville envió a sus fuerzas en dos grupos, cinco cruceros al frente, y dos acorazados y siete destructores detrás, el portaaviones se encontraba muy atrás, pero envió una fuerza de torpederos Fairey Swordfish. Por su parte, los italianos dividieron sus fuerzas en tres grupos: dos grupos con seis cruceros pesados y siete destructores, y un tercer grupo de dos acorazados y siete destructores en la retaguardia. En el último momento, el Almirante Inigo Campioni se percató de la equidad de fuerzas y ordenó la reorganización de su flota, pero el primer grupo ya se encontraba rumbo al combate y la orden no pudo ser ejecutada.
A las 12:22 se inició la batalla, y las dos flotas se fueron acercando mientras se disparaban. Los británicos quedaron en desventaja cuando el acorazado HMS Ramillies quedó relegado por no poder mantener el paso con su grupo. A pesar de esto, el comandante del primer grupo, el Vicealmirante Angelo Iachino, recibió la orden de retirar su flota del combate. Inmediatamente se dio la orden de retirada de la flota italiana.
Durante la retirada, el destructor Lanciere fue seriamente dañado y tuvo que ser enviado al puerto para repación. El crucero pesado Berwick fue dañado al inicio del combate por un solo proyectil de 8 pulgadas.
Aprovechando la retirada, el acorazado HMS Renown inició la persecución de flota. No obstante, el Vittorio Veneto empezó a disparar a los navíos británicos que estaban dentro de su radio de alcance y la flota británica también tuvo que retirarse.

## Consecuencias
En total, el combate duró 54 minutos y no arrojó ningún resultado decisivo aunque algunos historiadores coinciden en que representó una leve desventaja dado los daños sufridos a la flota británica que combatió en esa batalla.
Al final, todos los convoyes llegaron sin inconvenientes a sus destinos: Malta y Alejandría.

## Orden de batalla

### Italia
Marina Militare
- Vicealmirante Angelo Iachino
  - 6 cruceros pesados: Bolzano, Fiume, Gorizia, Pola, Trieste, Trento.
  - 7 destructores: Ascari, Carabiniere, Lanciere (dañado), Oriani, Alfieri, Carducci, Gioberti
- Almirante Inigo Campioni
  - 2 acorazados: Vittorio Veneto, Giulio Cesare
  - 7 destructores: Alpino, Bersagliere, Fuciliere, Granatiere, Dardo, Freccia, Saetta

### Reino Unido
Marina Real británica
- Almirante Holland
  - 1 crucero pesado: Berwick (dañado)
  - 4 cruceros ligeros: Manchester, Newcastle, Sheffield, Southampton
- Almirante Sir James Sommerville
  - 1 acorazado: Ramillies
  - 1 crucero de batalla: Renown
  - 9 destructores: Encounter, Faulknor, Firedrake, Forester, Gallant, Greyhound, Griffin, Hereward
- No participaron
  - 1 portaaviones: Ark Royal (contaba con 12 cazas, 12 bombarderos en picado, 40 torpederos)
  - 2 destructores: Jaguar, Kelvin
- Escolta y Convoy
  - 1 crucero antiaéreo: Coventry
  - 1 crucero ligero: Despatch
  - 3 destructores: Duncan, Hotspur, Wishart
  - 4 corbetas: Peony, Salvia, Gloxinia y Hyacinth
  - 4 cargueros

- Datos: Q1541340
- Multimedia: Battle of Cape Spartivento / Q1541340